# ローマの公衆浴場 (ヴァルナ)

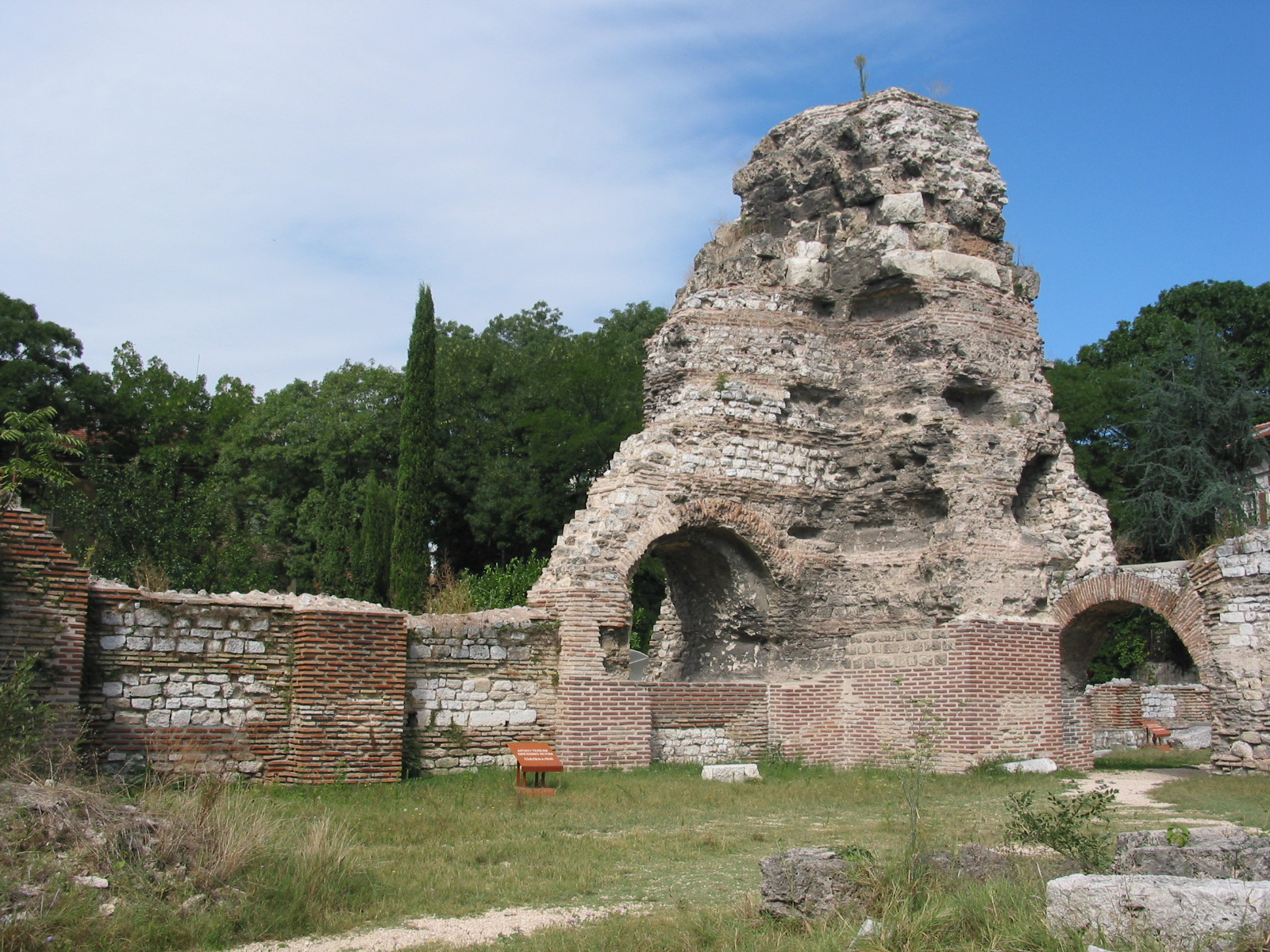
ブルガリアヴァルナのローマの浴場の廃墟

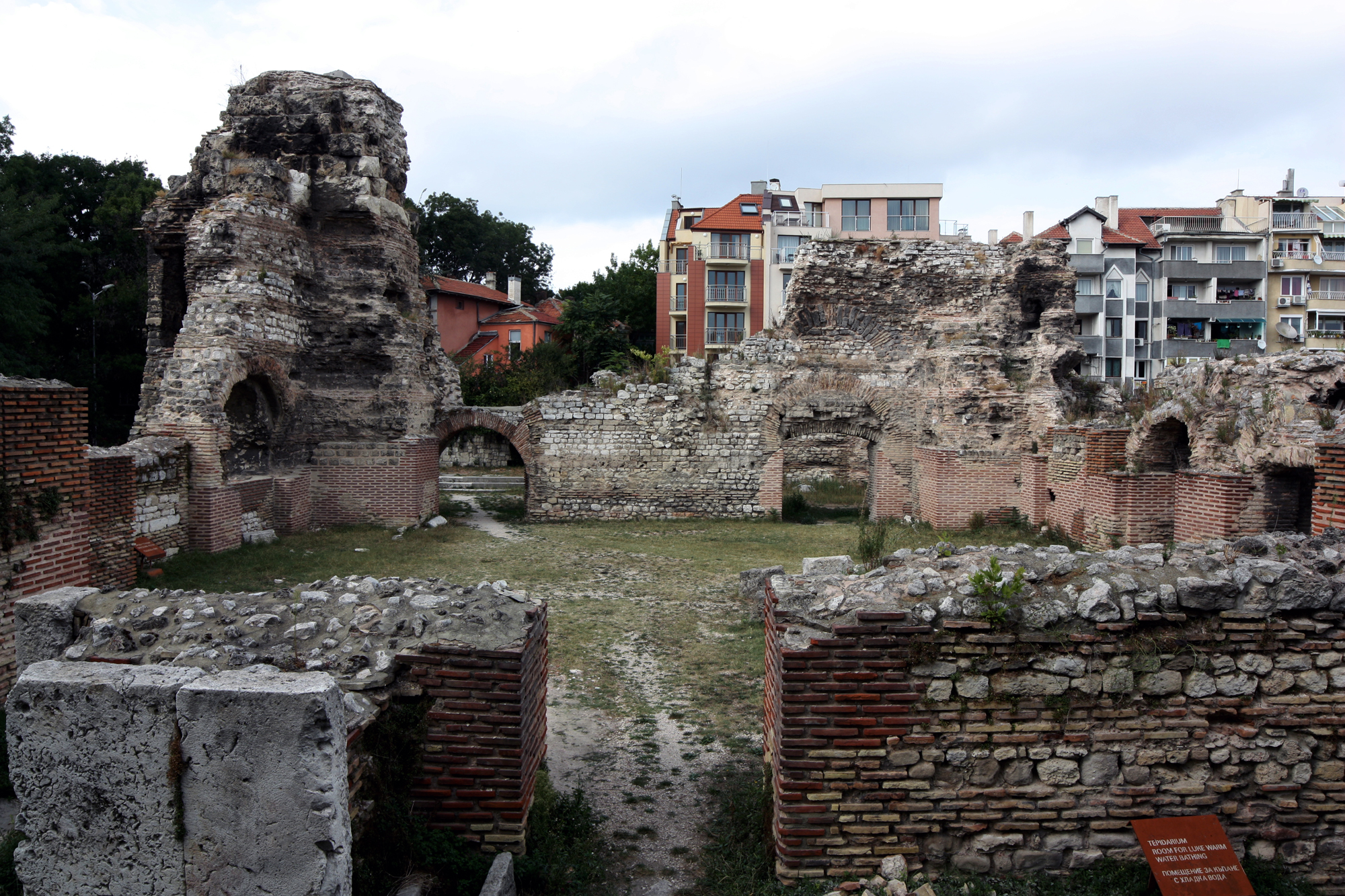
ブルガリアヴァルナのローマの浴場の廃墟

ローマの公衆浴場（ローマのこうしゅうよくじょう、ブルガリア語: Римски терми、Rimski termi）は東北ブルガリアの黒海の港湾都市ヴァルナの古代ローマの浴場（古代ローマの公衆浴場）の複合体である。ローマの公衆浴場はローマ帝国の下でオデッススとして知られた現代都市の南東部に位置している。浴場は紀元2世紀後半に建造され、保存されている中では4番目の広さの古代ローマの公衆浴場でありバルカン半島最大である。

## 歴史
初めてトラキア人が入植し古代ギリシアの属州となった古代ヴァルナは、紀元15年にローマ帝国の一部となり、ある程度の自治を獲得してモエシアに配属された。ヴァルナのローマの浴場は、2世紀終わりにかけて建築され、3世紀後半まで約100年間使用された。ローマ皇帝セプティミウス・セウェルス（在位193年-211年）の硬貨が浴場の廃墟から発見されている。時が経ち14世紀にローマの公衆浴場の廃墟は、職人の作業場であった。
廃墟はオーストリア＝ハンガリー帝国の研究員E・カリンカにより1906年に古代の建造物と初めて科学的に認定された。廃墟は更にチェコ系ブルガリア人考古学者の兄弟カレル・シュコルピルとヘルマン・シュコルピルにより調査された。廃墟の更なる部分がM・ミルチェフのチームにより1959年から1971年にかけて明らかにされた。2013年8月、ヴァルナ市は12万5000レフ相当をローマの公衆浴場の緊急の再保護事業に支出するよう命じた。

## 配置
ローマの公衆浴場の廃墟は、サンステファノ通りとハンクルム通りの交差する現在のヴァルナの南東部に位置している。高さ20–22 m (66–72 ft)に達するヴォールトのある約7,000 m2 (75,000 sq ft)の領域がある。面積ではヴァルナのローマ浴場は、帝国の首都ローマのカラカラ浴場やディオクレティアヌス浴場やトリーアの浴場に次いで保存された公衆浴場としては4番目の広さである。
ヴァルナのローマの公衆浴場は、パライストラ（社会的競技的機能のある空間）同様にアポディテリウム（更衣室）やフリギダリウム（冷水プール）、テピダリウム（温水プール）、カルダリウム（熱水プール）などの総合的な機能を備えている。暖房はパイプの床暖房システムであるハイポコーストにより供給された。